# 페퍼의 유령

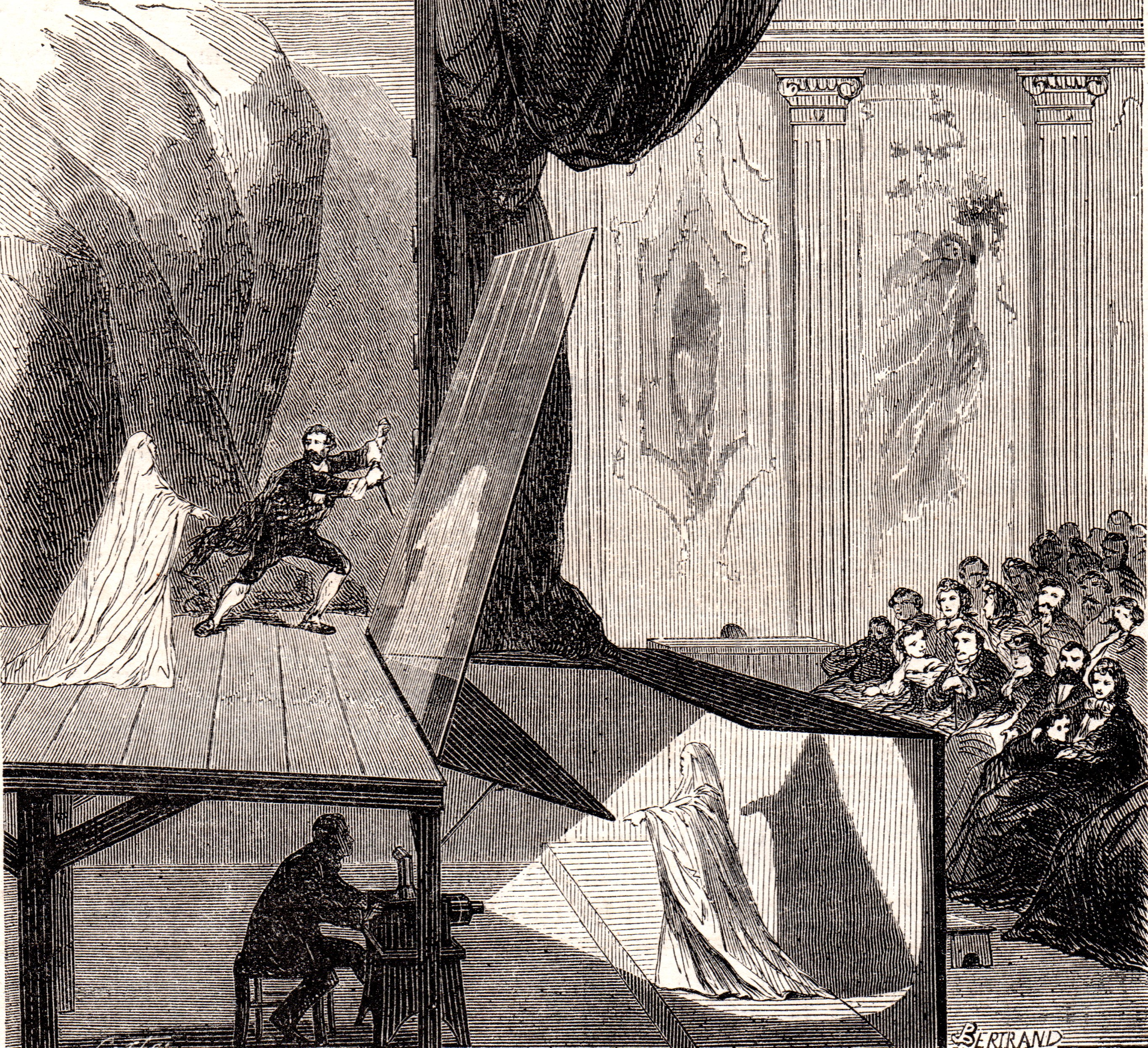
페퍼의 유령의 무대 설정. 무대 아래 관객의 시야에 밝게 빛나는 모습이 연기자와 관객 사이에 놓인 유리창에 반사된다. 관객들에게는 마치 유령이 무대 위에 있는 것처럼 보인다.

페퍼의 유령 또는 페퍼스 고스트(Pepper's ghost)는 극장, 영화관, 놀이공원, 박물관, 텔레비전, 음악회 등에서 사용되는 일루전 기법으로, 무대 밖의 물체의 이미지가 투사되어 관객 앞에 있는 것처럼 보인다.
이 기술은 1862년 연극 시연으로 이 효과를 대중화한 영국 과학자 존 헨리 페퍼(1821~1900)의 이름을 따서 명명되었다. 이로 인해 1860년대와 이후 수십 년 동안 이 새로운 무대 효과를 사용한 유령 테마 연극이 국제적으로 유행하게 되었다.
이 일루전은 오락과 홍보 목적으로 널리 사용된다. 여기에는 오래된 카니발 사이드쇼에서 볼 수 있는 소녀에서 고릴라로의 트릭, 헌티드 맨션의 "유령" 등장, 피노키오의 대담한 여행(Daring Journey)의 "푸른 요정"(두 곳 모두 캘리포니아 디즈니랜드)이 포함된다. 텔레프롬프터는 페퍼의 유령을 현대적으로 구현한 것이다. 이 기술은 2006년 알렉산더 맥퀸(Alexander McQueen) 컬렉션 "The Widows of Culloden"의 런웨이 쇼에서 케이트 모스의 실물 크기 환상을 보여주는 데 사용되었다.
2010년대에는 엘비스 프레슬리, 투팍 샤커, 마이클 잭슨을 비롯한 가상 아티스트가 명백한 "라이브" 콘서트 무대에 등장하는 데 이 기술이 사용되었다. 종종 "홀로그램"으로 잘못 설명된다. 이러한 설정에는 맞춤형 프로젝션 미디어 서버 소프트웨어와 특수 스트레치 필름이 포함될 수 있다. 설치는 현장 특정 일회성일 수도 있고 Cheoptics360 또는 뮤전 아이라이너(Musion Eyeliner)와 같은 상용 시스템을 사용할 수도 있다.
제품은 투명한 플라스틱 피라미드와 스마트폰 화면을 사용하여 3D 물체의 환상을 생성하도록 디자인되었다.

## 같이 보기
- 카메라 루시다
- 카메라 옵스쿠라
- 전방 시현기
- 환등기
- 착시
- 반사-굴절 망원경